# Satisfactory
Satisfactory is een openwereld fabriekssimulatiespel gemaakt door de Zweedse spelontwikkelaar Coffee Stain Studios. In het spel wordt de speler op een buitenaardse planeet gezet met het doel om de grondstoffen van de planeet te gebruiken om zo steeds complexere fabrieken te bouwen waarmee het winnen van grondstoffen en de productie geautomatiseerd kunnen worden. Om nieuwe gebouwen en technologieën te ontgrendelen moet de speler met behulp van een zelfgebouwde ruimtelift steeds complexere materialen leveren aan het bedrijf FICSIT, waar de speler zelf in dienst is.  
Satisfactory werd op 19 maart 2019 onder vroegtijdige toegang beschikbaar gemaakt op de Epic Games Store en werd op 8 juni 2020 op Steam met cross-platform multiplayer uitgegeven. Door het fabrieksaspect wordt het spel veelal omschreven als een 3D first-person variant op Factorio. Ondanks vele overeenkomsten met Factorio en andere sandbox-games is de wereld van Satisfactory vooraf gegenereerd en dus identiek voor elke speler. De wereldgrootte komt neer op 30 km2.

## Het spel
In het spel is de speler een technicus die door het bedrijf FICSIT naar een planeet genaamd 'Massage-2(A-B)b' is gestuurd met als opdracht de planeet te koloniseren door er een fabriek te bouwen. De speler heeft de keuze uit vier beschikbare startlocaties met verschillende hoeveelheden grondstoffen en een variërende hoeveelheid vlak land waarop makkelijk gebouwd kan worden. De speler is niet beperkt tot deze omgeving en mag zichzelf op elk moment naar elke plek in de wereld verplaatsen. Na het landen moet de speler de materialen van de landingscapsule gebruiken om 'de Hub' te bouwen, een centraal punt waaruit de meeste bebouwing wordt voortgezet. 
In een korte introductie leert de speler het delven en verwerken van simpele grondstoffen zoals koper en ijzer waarmee eenvoudige machines kunnen worden gebouwd om basistaken te automatiseren. Om ingewikkelde gebouwen en machines te maken moet een speler niveaus ontgrendelen. Er zijn in totaal acht niveaus; de eerste twee zijn beschikbaar na de introductie en de andere zes moeten worden ontgrendeld door het leveren van producten via de ruimtelift.
Naarmate de speler nieuwe apparatuur ontgrendelt wordt het mogelijk om geavanceerde taken te automatiseren. Het uiteindelijke doel van het spel is om een fabriek te bouwen die elk voorwerp in het spel kan produceren en kan leveren aan de ruimtelift zonder dat de speler daar zelf iets voor hoeft te doen. Omdat hoogontwikkelde machines meer energie gebruiken moet de speler een steeds betere elektriciteitsvoorziening bouwen. In hogere niveaus ontgrendelt de speler betere methodes voor die productie zoals verschillende fossiele brandstoffen en uiteindelijk ook kerncentrales.
Overige elementen in het spel zijn de verkenning van de wereld en gevechten met aliens. De speler moet met deze aliens vechten om gebieden te veroveren waar waardevolle grondstoffen liggen. Er zijn in het spel zijn enkele wapens en voertuigen beschikbaar om het verkennen gemakkelijker te maken.

## Verkoop
Binnen drie maanden van vroegtijdige toegang werden meer dan 500.000 exemplaren verkocht. In juli 2020 waren er al meer dan 1,3 miljoen exemplaren verkocht. In februari 2024 is dit nummer al gestegen tot 5,5 miljoen exemplaren.